# Пенко (Чилі)
Пенко (ісп. Penco) — місто і морський порт в Чилі. Адміністративний центр однойменної комуни. Населення міста - 45 361 осіб (2002). Місто і комуна входить до складу провінції Консепсьйон і регіону Біобіо. Місто є складовою міської агломерації Великий Консепсьйон.
Територія комуни — 107,6 км². Чисельність населення комуни - 50 576 осіб (2007). Щільність населення - 470,04 чол./км².

## Розташування
Місто розташоване на березі затоки Консепсьйон за 12 км на північ від адміністративного центру області - міста Консепсьйон.
Комуна межує:
- на півночі - з комуною Томе;
- на сході - з комуною Флорида;
- на півдні - з комуною Консепсьйон;
- на заході — з комуною Талькауано.

На північному заході комуни розташований Тихий океан.

## Демографія
Згідно з даними, зібраними під час перепису Національним інститутом статистики, населення комуни становить 50 576 осіб, з яких 24 621 чоловік та 25 955 жінок.
Населення комуни становить 2,55% від загальної чисельності населення регіону Біобіо. 1,71% належить до сільського населення і 98,29% - міське населення.

## Місто в літературі
Місто Пенко — відправний пункт іспанського війська, що вирушив у похід на місто Тукапель індіанців арауканів в поемі «Араукана» авторства Алонсо де Ерсільї-і-Суньїги, класика та засновника чилійської національної літератури.